# Kolkhisz

Kolkhisz és Ibéria i. e. 600 és i. e. 150 között

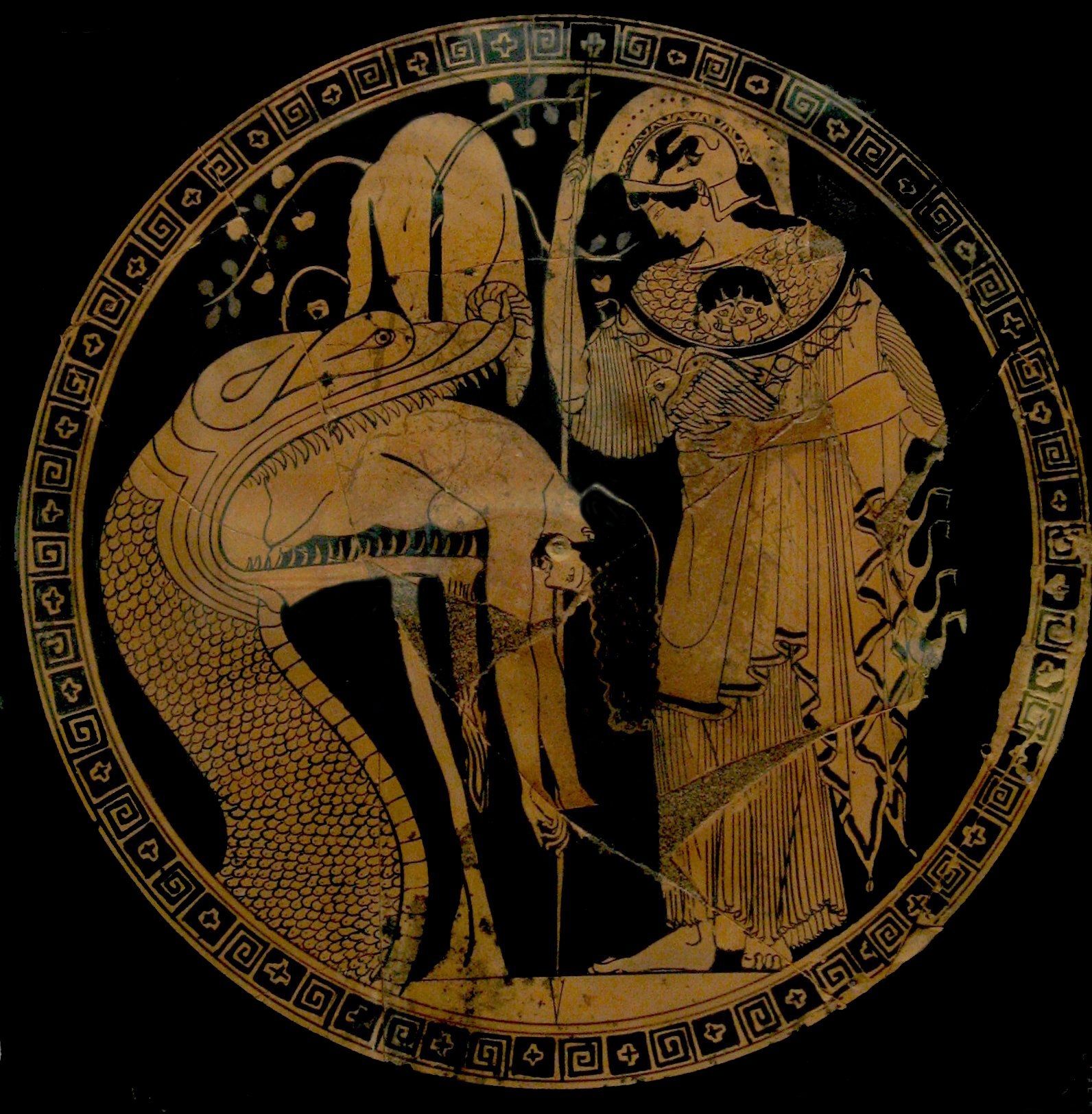
Iaszón és az aranygyapjút védő sárkánykígyó, mellettük Pallasz Athéné, Iaszón és az argonauták Kolkhiszra hajóztak az aranygyapjúért

Kolkhisz (hurri nyelven Kulḫa, grúzul კოლხეთი Kʼolkheti; láz nyelven: Kolkheti; görög betűkkel: Κολχίς) a Fekete-tenger keleti-délkeleti partjainál fekvő ókori királyság volt a mai Grúzia területén.
A kaukázusi állam alapvető szerepet töltött be a grúz nép kialakulásában. E korai grúz állam a középkorban egyesült az ókorban Ibéria néven ismert keletebbre fekvő területtel és ezzel létrejött az egységes grúz királyság.
Az ókori Kolkhisz főként a jelenlegi Grúzia nyugati területeit foglalta magába. Itt élt a görög mitológiából ismert Aiétész király és lánya, a varázslónő Médeia, ide hajózott az aranygyapjúért Iaszón és az argonauták. Nagyjából a következő mai területekkel esett egybe: Mingrélia, Imeréti, Guria, Adzsaria, Szvanéti, Racsa, Abházia (mind Grúzia), Rize, Trabzon, Artvin (Törökország).
A kolkhisziak valószínűleg a bronzkor közepe felé telepedtek meg a Kaukázusban.

## Földrajza és nevei
A grúz törzsek második szövetsége az i. e. 13. században hozta létre a mai Grúzia nyugati részében a kolkhiszi királyságot. A legtöbb klasszikus szerző szerint a területet délnyugatról Pontosz határolta, nyugatról az Euxeniosz Pontosz (Pontus Euxinus, azaz a Fekete-tenger) a Corax folyóig (valószínűleg a mai Bzybi), északon a Nagy-Kaukázus, amelyen túl Szarmatia terült el, keleten Ibéria és a Kis-Kaukázus, délen Armenia Magna (Örményország). Nyugati határát illetően az ókori szerzők közt különbségek vannak: Sztrabón szerint Kolkhisz Trapeszosznál (a mai Trabzon) kezdődik, Ptolemaiosznál a szomszédos Pontosz azonban egészen a Phaszisz folyóig (a mai Rioni) tart. Legészakibb városa a görög szerzők szerint Pituosz volt (a mai abház Picunda).
A Kolkhisz név az ismert forrásokban először Aiszkhülosznál és Pindarosznál jelent meg. A korábbi szerzők 'Aia néven, a mitikus Aiétész király otthonaként emlegették.
Kolkhisz fő folyója az ógörög szerzőknél a Phaszisz, amely egyesek szerint déli határfolyója volt, mások szerint a közepén folyt, és a torkolatánál feküdt Phaszisz városa. Flavius Arrianus számos más folyót is említett (Charieis, Chobus or Cobus, Singames, Tarsuras, Hippus, Astelephus, Chrysorrhoas), ezek közül néhány Ptolemaiosz és az idősebb Plinius munkáiban is felbukkant. Legfontosabb városai közt az ókori szerzők Dioszkuriaszt említették (vagy Dioscuris, a Római Birodalom idején Szebasztopolisz, a mai Szuhumi), Szarapanát (ma Sorapani), Phasziszt (ma Poti), Pituoszt, Apszaroszt (ma Gonio), Suriumot (a mai Vani), Arkhaiopoliszt (ma Nokalakevi, Makheiresziszz és Kütát vagy Cutatisiumot (Kutaiszi), Médeia szülőhelyét. Szkürax szerint azonban Médeia egy Mala vagy Male nevű helyen született.

## Története

### A legkorábbi idők
A térségben virágzott a középső bronzkor idején felemelkedett, fejlett kolkhiszi kultúra, amely rokonságban állt az északi és nyugati Kaukázusban kialakult kobáni kultúrával. Legalább Kolkhisz egyes részeiben az i. e. 2. évezred végére a városiasodás már előrehaladt, évszázadokkal a görög telepesek érkezése előtt. A késő bronzkorban (i. e. 15-8. század) a fémolvasztás- és öntés Kolkhiszban ez európai területeket megelőző fejlődésen ment keresztül. Ez fejlett földműveléssel párosult.
Kolkhiszt egymással rokonságban álló, mégis egymástól sokban különböző törzsek népesítették be. Településeik főleg a Fekete-tenger partján feküdtek. A fontosabb törzsek: makhelonész, heniokhi, züdretai, lazi, tibareni, mosszünoiki, makronész, moszkhi, marrész, apszilai (valószínűleg a mai abházok), abaszki (talán a mai abazák), szanigai, koraxi, koli, melankhlaini, geloni és szoani (szuani).
Ezek a törzsek annyira különböztek nyelvükben és megjelenésükben a környező népektől, hogy már az ókori szerzők különböző elméletekkel álltak elő ennek a megmagyarázására. Hérodotosz azt írta, hogy az egyiptomiakkal és az etiópiaiakkal együtt ők voltak az elsők, akik a körülmetélés szokását alkalmazták, és úgy vélte, III. Szenuszert fáraó (i. e. 1878 – i. e. 1841) seregének a leszármazottai, tehát gyakorlatilag egyiptomiak. Apollóniosz Rhodiosz szerint a kolkhiszi egyiptomiak megőriztek olyan fatáblákat, amely nagy pontossággal mutatta a tengereket és szárazföldi utakat. Bár ez az elmélet az ókorban sem volt általánosan elfogadott, a modern írók között is akadtak, akik védelmükbe vették. A Fekete-tenger régiójában valóban kimutathatóak a negroid vonások, amelyek jóval az arab rabszolga-kereskedelem megjelenése előtt kerültek ide, és erre lehet magyarázat egy ókori Afrikán túli expedíció, de régészeti bizonyíték erre nincs.
A mai elméletek annyit valószínűsítenek, hogy a kolkhiszi törzsek a lazok és a mingrelek egyenes ősei és kulcsszerepük volt a grúz és az abház népek etnogenezisében (kialakulásában).

### Qulha (Kolkha)
A kolkhiszi törzsek összefogásával kialakult királyság a görög mitológiában a mágikus aranygyapjú földje, amelyért az argonauták utaztak és harcoltak, Médeia otthona és a varázslat birodalma.
Urartu lakói Qulha (vagy Kolkha, Kilkhi) néven ismerték. Szomszédaikkal, köztük Urartuval a kolkhisziak gyakran háborúskodtak. Az i. e. 750-es években Kolkhisz elhódította Urartutól Diaokhi (a mai Északkelet-Anatólia) egy részét, az i. e. 750 – i. e. 748. és az i. e. 744 és i. e. 742 között zajlott háborúkban azonban II. Szarduri urartui uralkodó jelentős területeket vett el tőlük, köztük Ildemusza „királyi városát”.
Miután az i. e. 730-as és 720-as években Kolkhiszt lerohanták a kimmerek és a szkíták, a királyság felbomlott és területeit az i. e. 6. század közepe felé az Akhaimenida-dinasztia uralta Perzsa Birodalom kebelezte be. A Kolkhisz déli részén élő törzsek (Tibareni, Mossynoeci, Macrones, Moschi, és Marres) Perzsia 19. szatrapiája részévé lettek, az északi törzsek pedig „önként” ötévente száz leányt és 100 fiút küldtek túsznak a perzsa királyi udvarba. A virágzó kereskedelemmel és kiterjedt gazdasági kapcsolatokkal rendelkező Akhaimenida Birodalom hatására a kolkhiszi társadalom és gazdaság is jelentős változáson ment át. Később azonban a kolkhisziak lerázták a perzsa uralmat.
[forrás?].

### Görög gyarmatosítás

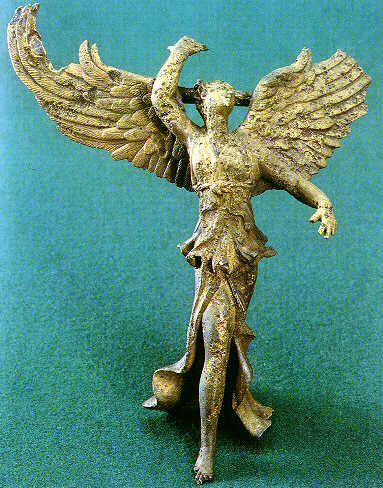
Niké szobrocska Vaniból (Grúzia).

A vidék kedvező földrajzi és természeti adottságai és fejlett gazdasága megfelelő vonzerő volt a milétoszi görögök számára, hogy az i. e. 6. és 5. században kereskedelmi állomásokat létesítsenek a kolkhiszi partokon: Phasziszt, Güenoszt és Dioszkuriaszt. A görögök számára ez az ismert világ legkeletibb csücskének benépesítését jelentette. Kolkhisz azoknak a területeknek a határán túl helyezkedett el, amelyeket később Nagy Sándor meghódított. Phaszisz és Dioszkuriasz virágzó görög városok voltak, annak ellenére, hogy voltak konfliktusaik a környék kolkhiszi uraival (és idővel asszimilálódtak is). Importcikkeik szerte a görög világban keresett termékek voltak: épületfa, len és lenvászon, különböző kikészítettségű bőrök, arany és rabszolgák. Ennek ellentételezése legtöbbször a luxuscikkek kategóriájába esett: a behozatal ékszerekből, edényekből és növényi olajból állt jobbára.
A kereskedelmi kapcsolatok gyümölcsöző voltát, az áruforgalom nagy mértékét mutatja, hogy Kolkhiszban az i. e. 6. századtól széleskörűen terjedt a fémpénzek használata, amelyek külön kategóriáját alkotja a kolkhiszi ezüst. A kolkhiszi ezüst szinte kizárólag a mai Grúzia nyugati részéről kerültek elő, és az i. e. 3. századig volt használatban. Az államiság kérdése azonban vitatott. Nem teljesen világos, hogy Kolkhisz az i. e. 3. század előtt mennyiben tekintendő államnak.
A Perzsa Birodalom visszaszorulása után i. e. 302 körül Kolkhisz jelentős területeit, melyeket akkor Egriszi néven ismertek, a szomszédos Ibéria (Kartli) hódította meg. Kolkhisz azonban röviddel ezután megint elszakadt és kis fejedelemségekre bomlott, amelyeket a sceptuchi nevű hercegek uraltak. Ezek megőrizték viszonylagos függetlenségüket körülbelül i. e. 101-ig, amikor VI. Mithridatész Eupatór pontoszi király igázta le őket.

### Pontosz uralma
I. e. 83-ban VI. Mithridatész elfojtott egy felkelést a régióban és Kolkhiszt fiának, Mithridatész Khresztosznak adta, akit azonban nem sokkal később kivégeztek, mert azzal vádolták, hogy összeesküvést szervezett apja ellen. A harmadik mithridatészi háború idején VI. Mithridatész egy másik fiát, Makharészt ültette a kolkhiszi trónra, aki csak rövid ideig élvezhette az uralmat. i. e. 65-ben VI. Mithridatész vereséget szenvedett, Kolkhiszt Pompeius foglalta el, és az élére Arisztarkhoszt nevezte ki, dinaszta rangban. Arisztarkhosz i. e. 47-ig kormányzott. Pompeius bukásakor II. Pharnakész pontoszi király, kihasználva, hogy Julius Caesart Egyiptom ügyei kötötték le, területeket hasított le Kolkhiszból, Örményországból és Kappadókiából, majd legyőzte ez ellene küldött római hadvezért, Cnaeus Domitius Calvinust.
Fia és utóda, I. Polemón uralkodása idején Kolkhisz Pontosz, illetve a Boszporoszi Királyság része volt. i. e. 2-ben történt halála után második felesége, Püthodorisz, megtartotta Kolkhiszt és Pontoszt, de elvesztette Boszporoszt. Fiát, aki utódja lett, Nero római császár lemondásra kényszerítette. 63-ban Pontosz és Kolkhisz is Galatia provincia része lett, majd 81-ben Cappadociát is hozzácsatolták.

### A római uralom alatt
Bár a tengerpart minden fontos erősségét a rómaiak foglalták el, a szárazföld feletti hatalmuk nem volt szilárd. 69-ben Anicetus jelentős felkelést robbantott ki a rómaiak ellen, de ez nem járt sikerrel. A síkságokra és a partvidékre gyakran törtek be a harcias hegyi törzsek, amelyek közül a Soanes és a Heniochi volt a leghatalmasabb. Névlegesen adót fizettek Rómának, de saját királyságaikat létrehozva nagyfokú függetlenséget élveztek.
A kereszténység már az 1. század első felében megkezdte Kolkhiszban hódító útját, bár a helyi pogány vallások és Mithrász kultusza egészen a 4. századig erősen tartották magukat.
A 130-as évekre Machelon, Heniochi, Lazica, Apsilia, Abashia és Sanigia királyságai szilárdan kezükben tartották a hatalmat a térségben. 253-ban a Krímben lakó gótok lerohanták Kolkhiszt, de a Pitüoszban állomásozó római sereg segítségével visszaverték őket. A 3-4. századra Lazica uralkodói alávetették a többi királyságot és fejedelemséget, és az országot ettől fogva Lazica (Egriszi) néven emlegették.

## A mitológiában
A görög mitológiában Kolkhisz meséses gazdag föld az ismert világ szegélyén. Itt, Arész szent ligetében függesztette ki Aiétész király az aranygyapjút, amíg el nem ragadták a Iaszón vezette argonauták. Kolkhisz volt az a föld is, ahol Prométheusz büntetését szenvedte, mert megismertette az emberekkel a tüzet. Egy hegyhez láncolták, és egy sas falatozott a májából. A görögök úgy tartották, hogy az amazonok szkíták voltak, és Kolkhiszból származtak. Kolkhisz legfontosabb mitológiai szereplői: Aiétész, Médeia, Apszürtosz, Khalsziopé, Kirké, Eidüia, Pasziphae.